# Tarrant County
Das Tarrant County ist ein County im Bundesstaat Texas der Vereinigten Staaten. Das U.S. Census Bureau hat bei der Volkszählung 2020 eine Einwohnerzahl von 2.110.640 ermittelt. Der Verwaltungssitz (County Seat) ist Fort Worth.

## Geographie

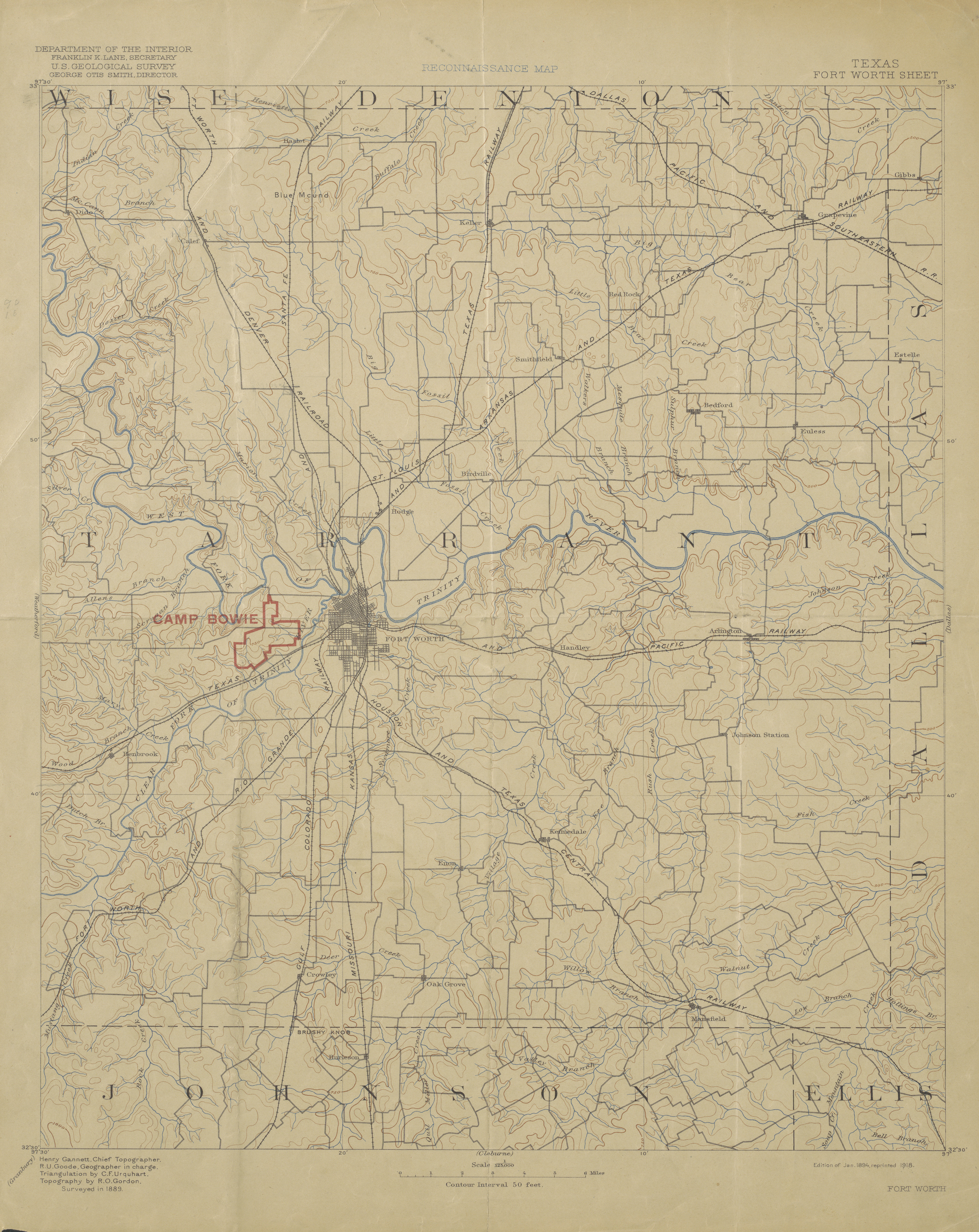
USGS Reconnaissance Map of Tarrant County, Texas, 1894

Das County liegt etwa 200 km nordöstlich des geographischen Zentrums von Texas und gehört zum Dallas/Fort Worth Metroplex. Es hat eine Fläche von 2 324 km², wovon 88 Quadratkilometer Wasserfläche sind. Es grenzt im Uhrzeigersinn an folgende Countys: Denton County, Dallas County, Johnson County, Parker County und Wise County.

## Geschichte
Tarrant County wurde 1849 aus Teilen des Navarro County gebildet. Benannt wurde es nach Edward H. Tarrant, einem General, der die Indianer aus dem Gebiet des späteren County vertrieb.

## Demografische Daten (2010 und davor)

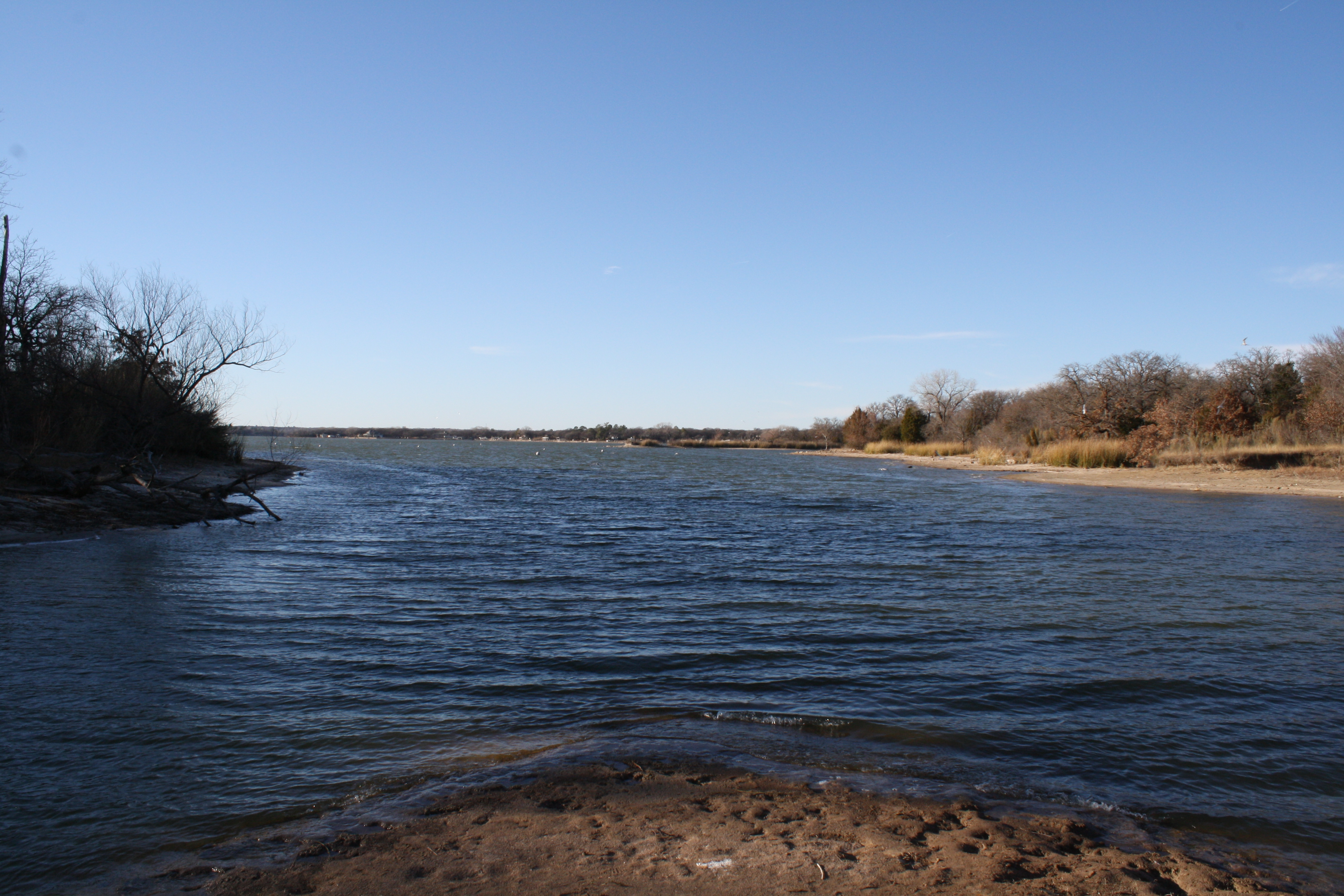
Der Eagle Mountain Lake Park

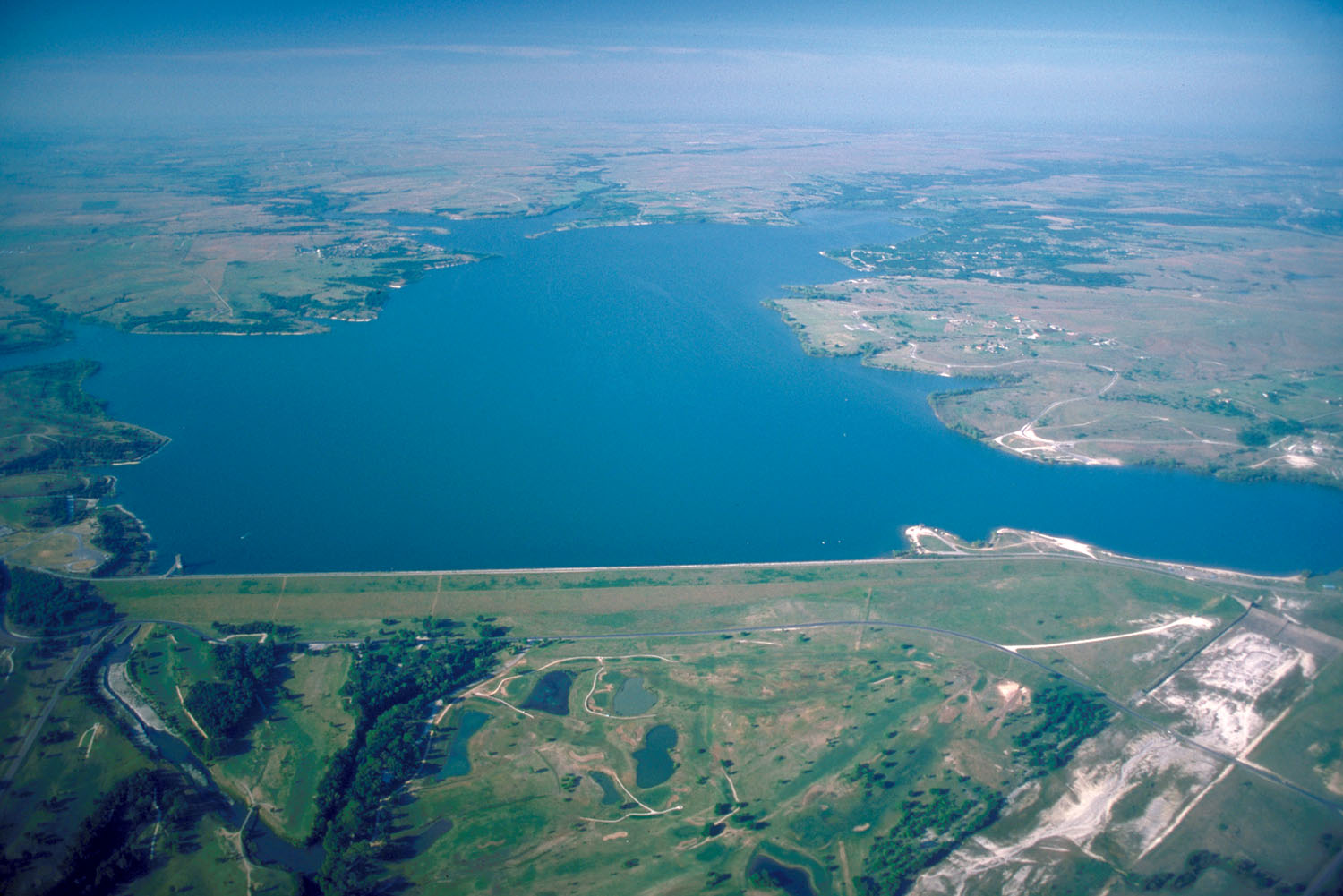
Luftaufnahme des Benbrook Lake

Nach der Volkszählung im Jahr 2000 lebten im Tarrant County 1.446.219 Menschen in 533.864 Haushalten und 369.433 Familien. Die Bevölkerungsdichte betrug 647 Einwohner pro Quadratkilometer. Ethnisch betrachtet setzte sich die Bevölkerung zusammen aus 71,23 Prozent Weißen, 12,80 Prozent Afroamerikanern, 0,57 Prozent amerikanischen Ureinwohnern, 3,64 Prozent Asiaten, 0,16 Prozent Bewohnern aus dem pazifischen Inselraum und 9,09 Prozent aus anderen ethnischen Gruppen; 2,51 Prozent stammten von zwei oder mehr Ethnien ab. 19,73 Prozent der Einwohner waren spanischer oder lateinamerikanischer Abstammung.
Von den 533.864 Haushalten hatten 36,8 Prozent Kinder oder Jugendliche, die mit ihnen zusammen lebten. 52,6 Prozent waren verheiratete, zusammenlebende Paare 12,2 Prozent waren allein erziehende Mütter und 30,8 Prozent waren keine Familien. 24,9 Prozent waren Singlehaushalte und in 5,9 Prozent lebten Menschen im Alter von 65 Jahren oder darüber. Die durchschnittliche Haushaltsgröße betrug 2,67 und die durchschnittliche Familiengröße betrug 3,22 Personen.
28,1 Prozent der Bevölkerung war unter 18 Jahre alt, 10,0 Prozent zwischen 18 und 24, 33,5 Prozent zwischen 25 und 44, 20,1 Prozent zwischen 45 und 64 und 8,3 Prozent waren 65 Jahre alt oder älter. Das Durchschnittsalter betrug 32 Jahre. Auf 100 weibliche Personen kamen 98,1 männliche Personen und auf 100 Frauen im Alter von 18 Jahren oder darüber kamen 95,6 Männer.

Das jährliche Durchschnittseinkommen eines Haushalts betrug 46.179 USD, das Durchschnittseinkommen einer Familie betrug 54.068 USD. Männer hatten ein Durchschnittseinkommen von 38.486 USD, Frauen 28.672 USD. Das Prokopfeinkommen betrug 22.548 USD. 8,0 Prozent der Familien und 10,6 Prozent der Einwohner lebten unterhalb der Armutsgrenze.

## Städte und Gemeinden
- Arlington
- Azle
- Bedford
- Benbrook
- Blue Mound
- Colleyville
- Crowley
- Dalworthington Gardens
- Edgecliff Village
- Euless
- Everman
- Forest Hill
- Forest Hills
- Fort Worth
- Grapevine
- Haltom City
- Haslet
- Hurst
- Keller
- Kennedale
- Lake Worth
- Lakeside
- Mansfield
- North Richland Hills
- Pantego
- Pelican Bay
- Richland Hills
- River Oaks
- Saginaw
- Sansom Park
- Southlake
- Watauga
- Westover Hills
- Westworth Village
- White Settlement

## Flüsse
- Ash Creek
- Bear Creek
- Mill Creek
- Mustang Creek
- Patterson Branch
- Rock Creek
- South Marys Creek
- Walnut Creek